# Miquel Muntadas i Romaní
Miquel Muntadas i Romaní (Capellades, 30 de novembre de 1808 - Abadia de Montserrat, 8 de març de 1885) fou un eclesiàstic benedictí, abat de Montserrat des de 1858 fins a 1885.
Va entrar al monestir de Montserrat el 1825. La desamortització del 1835 el sorprengué al col·legi benedictí de San Pedro de Eslonza, i durant cinc anys tingué cura d'una parròquia que en depenia. Exercí després a Capellades, i el 1844 retornà a Montserrat, restaurat per l'abat Blanch. Aviat intervingué en la direcció del monestir, primer com a president i després com a abat, i aconseguí l'arribada de nous monjos. El 1862 va unir Montserrat a la congregació de Subiaco, integrada actualment a la Congregació de Subiaco-Montecassino, davant la impossibilitat de renovar la congregació de Valladolid. Va aconseguir un gran desplegament de la vida religiosa a Montserrat i, el 1884, l'estat li va donar permís per a la instauració d'un noviciat. Va treballar en la restauració del monestir i del santuari. El 1880 i el 1881 va organitzar, amb l'ajut de Jacint Verdaguer, Jaume Collell i Fèlix Sardà i Salvany, les festes del mil·lenari de la troballa de la Mare de Déu. Va escriure diverses obres, entre les quals «Montserrat. Su pasado, su presente y su porvenir» (1871).